# Peter Therkildsen (fodboldspiller)
 For alternative betydninger, se Peter Therkildsen. (Se også artikler, som begynder med Peter Therkildsen)
Peter Therkildsen (født 13. juni 1998) er en dansk fodboldspiller, der spiller for den norske Eliteserien klub Haugesund.

## Karriere
Peter Therkildsen spillede tidligere i HB Køge, hvor han også har optrådt i sine ungdomsår på HB Køges U19-hold, indtil han den 1. juli 2017 blev rykket op på seniorholdet.
Han skiftede herefter til Næstved Boldklub.
Han kom til den østjyske klub AC Horsens på en fri transfer efter et halvandet års langt ophold i Næstved Boldklub. Han er pt. på kontrakt til den 1. juli 2023.